# Thermochoria equivocata
Thermochoria equivocata là một loài chuồn chuồn ngô thuộc họ Libellulidae. Nó được tìm thấy ở Bénin, Cameroon, Cộng hòa Dân chủ Congo, Bờ Biển Ngà, Guinea Xích Đạo, Gabon, Ghana, Guinea, Liberia, Malawi, Mozambique, Nigeria, Sierra Leone, Uganda, Zambia, và có thể Tanzania. Môi trường sống tự nhiên của nó là các khu rừng đất thấp ẩm nhiệt đới và cận nhiệt đới.